# Элмер (тауншип, округ Пайпстон, Миннесота)
Элмер (англ. Elmer) — тауншип в округе Пайпстон, Миннесота, США. На 2000 год его население составило 275 человек.

## География
По данным Бюро переписи населения США площадь тауншипа составляет 91,3 км², из которых 91,3 км² занимает суша, водоёмов нет.

## Демография
По данным переписи населения 2000 года здесь находились 275 человек, 88 домохозяйств и 74 семьи.  Плотность населения —  3,0 чел./км².  На территории тауншипа расположено 92 постройки со средней плотностью 1,0 построек на один квадратный километр. Расовый состав населения: 95,64 % белых, 0,36 % азиатов, 0,36 % — других рас США и 3,64 % приходится на две или более других рас. Испанцы или латиноамериканцы любой расы составляли 2,91 % от популяции тауншипа.
Из 88 домохозяйств в 46,6 % воспитывались дети до 18 лет, в 83,0 % проживали супружеские пары, в 1,1 % проживали незамужние женщины и в 14,8 % домохозяйств проживали несемейные люди. 13,6 % домохозяйств состояли из одного человека, при том 5,7 % из — одиноких пожилых людей старше 65 лет. Средний размер домохозяйства — 3,13, а семьи — 3,48 человека.
36,0 % населения — младше 18 лет, 5,1 % — в возрасте от 18 до 24 лет, 31,6 % — от 25 до 44, 14,9 % — от 45 до 64, и 12,4 % — старше 65 лет. Средний возраст — 35 лет. На каждые 100 женщин приходилось 99,3 мужчин.  На каждые 100 женщин старше 18 приходилось 109,5 мужчин.
Средний годовой доход домохозяйства составлял 44 250 долларов, а средний годовой доход семьи —  47 000 долларов. Средний доход мужчин —  30 000  долларов, в то время как у женщин — 21 000. Доход на душу населения составил 15 772 доллара. За чертой бедности не находилась ни одна семья и 0,6 % всего населения тауншипа, из которых 4,4 % старше 65 лет.